# Alloscirtetica antarctica
Alloscirtetica antarctica är en biart som först beskrevs av Holmberg 1903.  Alloscirtetica antarctica ingår i släktet Alloscirtetica och familjen långtungebin. Inga underarter finns listade i Catalogue of Life.